# Piet van Dongen
Petrus Christianus van Dongen (Bergen op Zoom, 25 maart 1895 – Bergen op Zoom, 9 juni 1987) was een Nederlands beeldhouwer.

## Leven en werk
Van Dongen was aanvankelijk werkzaam als steenhouwersleerling. Van 1920 tot 1925 kreeg hij een opleiding aan de Antwerpse Koninklijke Academie voor Schone Kunsten, als leerling van Edward Deckers. Hij maakte veelal religieuze sculpturen in opdracht.
Van Dongen werkte vanaf 1926 ook voor de Rijksdienst voor de Monumentenzorg. Hij was als restauratiebeeldhouwer onder meer werkzaam aan de Sint-Janskathedraal in 's-Hertogenbosch (1926-1943), daarnaast maakte en herstelde hij maskers, kariatiden, en ander beeldhouwwerk aan de voorgevel van het stadhuis van Leiden (1935-1939) en beelden voor de Sint-Petrus' Bandenkerk in Venray (na de Tweede Wereldoorlog).
Piet van Dongen overleed in 1987, op 92-jarige leeftijd.

## Werken (selectie)
- 1934 Madonna voor de Lievevrouwenpoort (Westersingelzijde) in Bergen op Zoom.
- 1934 bronzen herinneringsplaquette voor 100-jarige N.V. Haardenfabriek en IJzergieterij 'De Schelde' in Bergen op Zoom.
- 1937-1938 Sint-Gertrudis, boven de Sint-Annapoort aan de Grote Markt in Bergen op Zoom. In de Sint Gertrudiskerk en de Sint-Gertrudiskapel in Bergen op Zoom staan bronzen afgietsels.
- 1948 Verrezen Christus, op begraafplaats Boschhuizen aan de Spurkterdijk in Venray.
- 1953 monument dr. Henri Poels aan de Raadhuisstraat in Venray.
- 1954 Maria van de Goede Duik, voor de Onderduikerskapel aan de Venraijseweg, Overloon.
- 1954 Madonna, Lievevrouwestraat, Bergen op Zoom.
- 1955-1956 Maria Sterre der Zee, gevelplastiek aan de toren van de katholieke kerk O.L.V. Sterre der Zee in Marknesse.[4]
- 1957 Sint Vincentius, gevelplastiek aan de toren van de Sint-Vincentius a Paulokerk in Brunssum.
- 1965 Piëlhaas, Grote Markt, Venray.
- Maria Troosteres der Bedroefden, bij de O.L.V. Geboortekerk in Oostrum.[5]

## Afbeeldingen

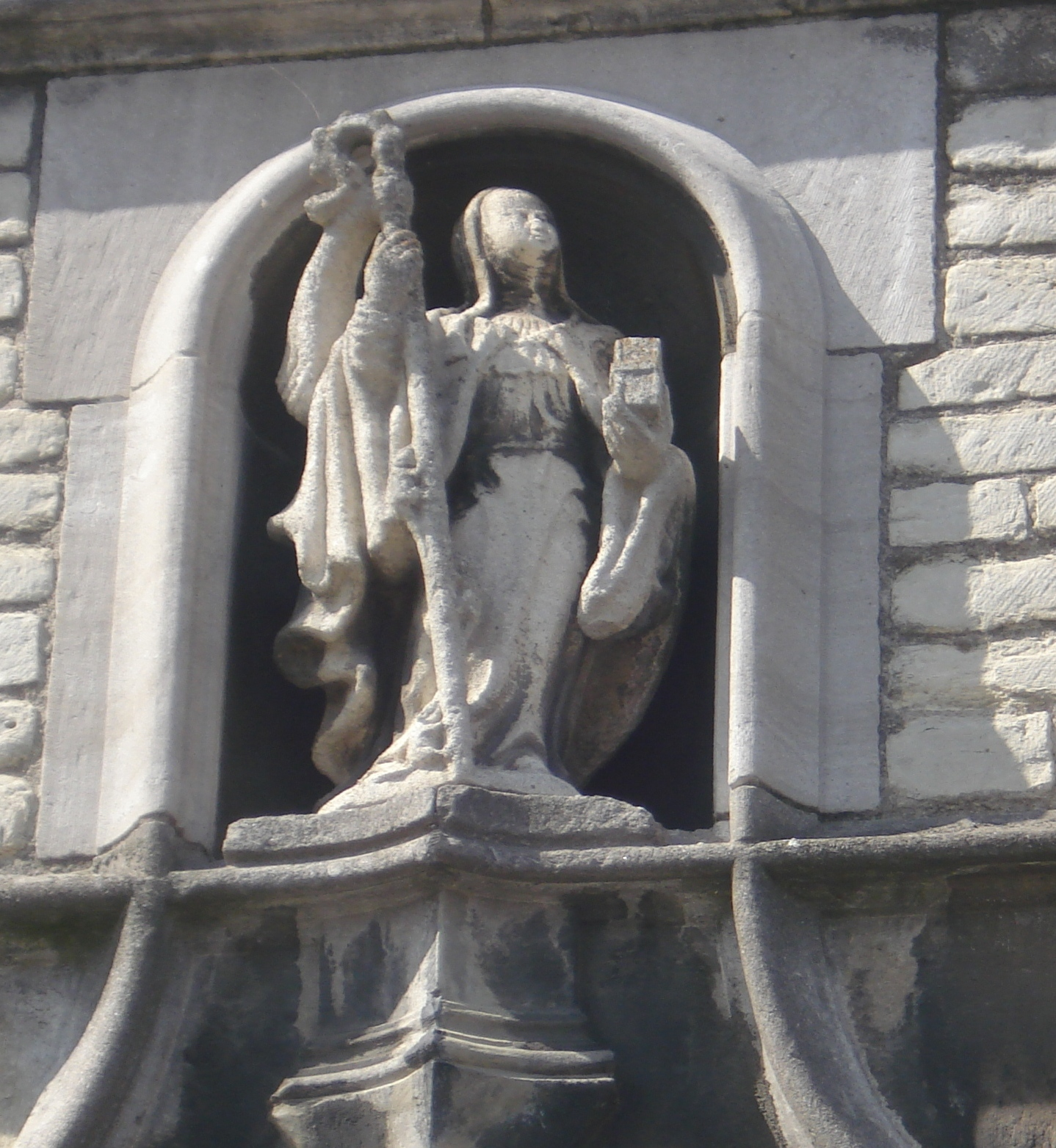
Sint Gertrudis (1937-1938), Bergen-op-Zoom
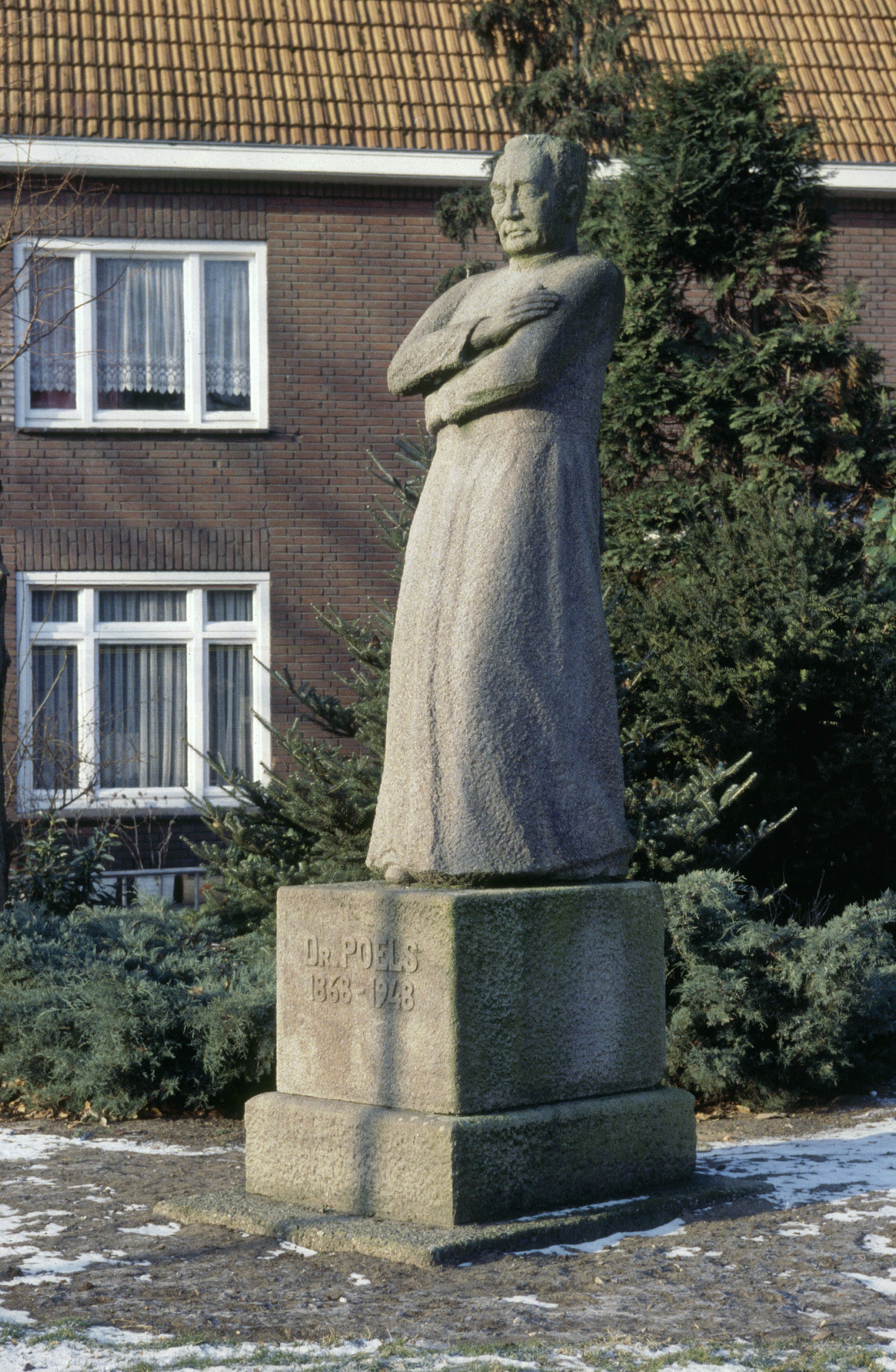
monument dr. Henri Poels (1953), Venray
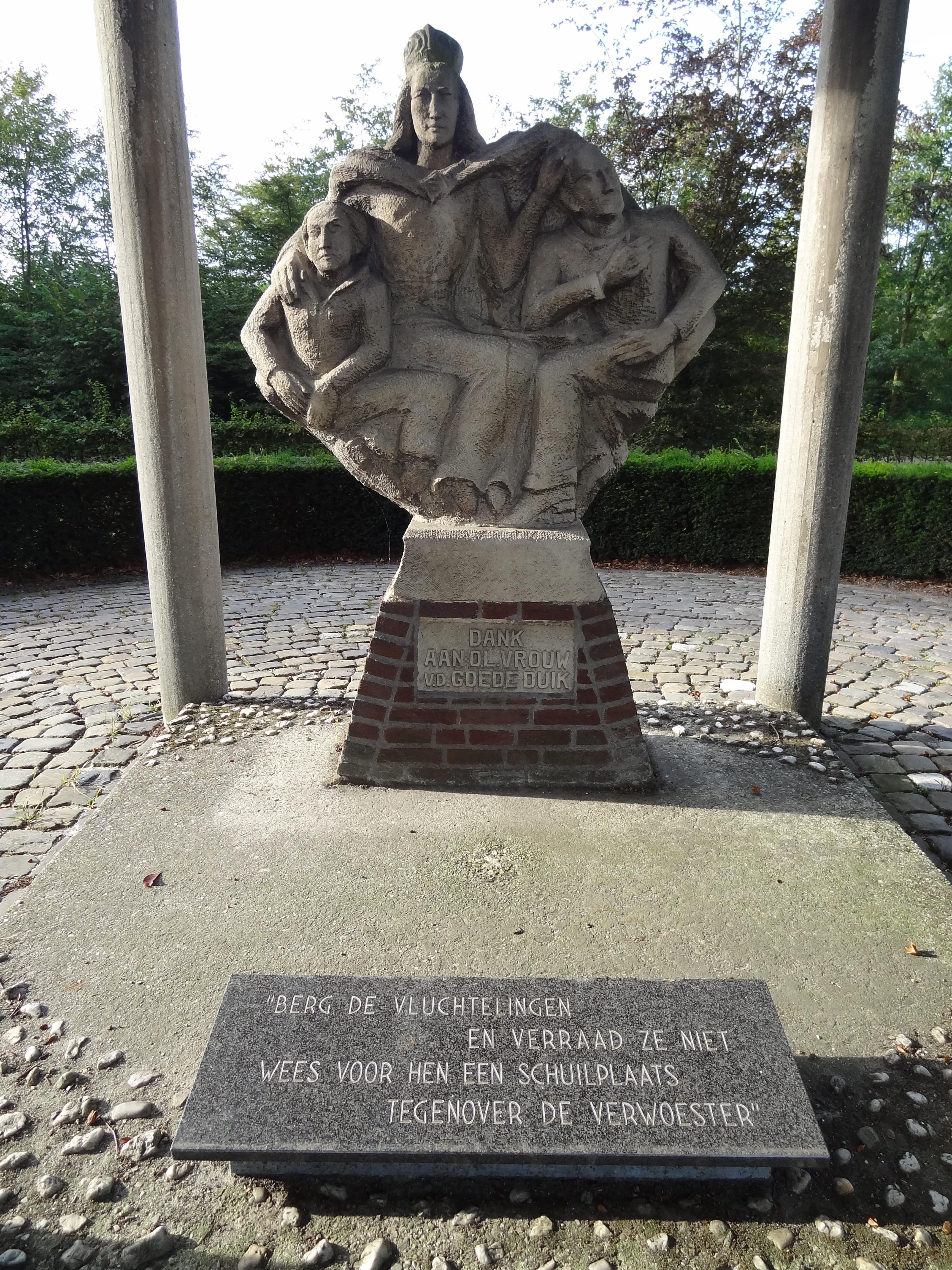
Maria van de Goede Duik (1954), Overloon
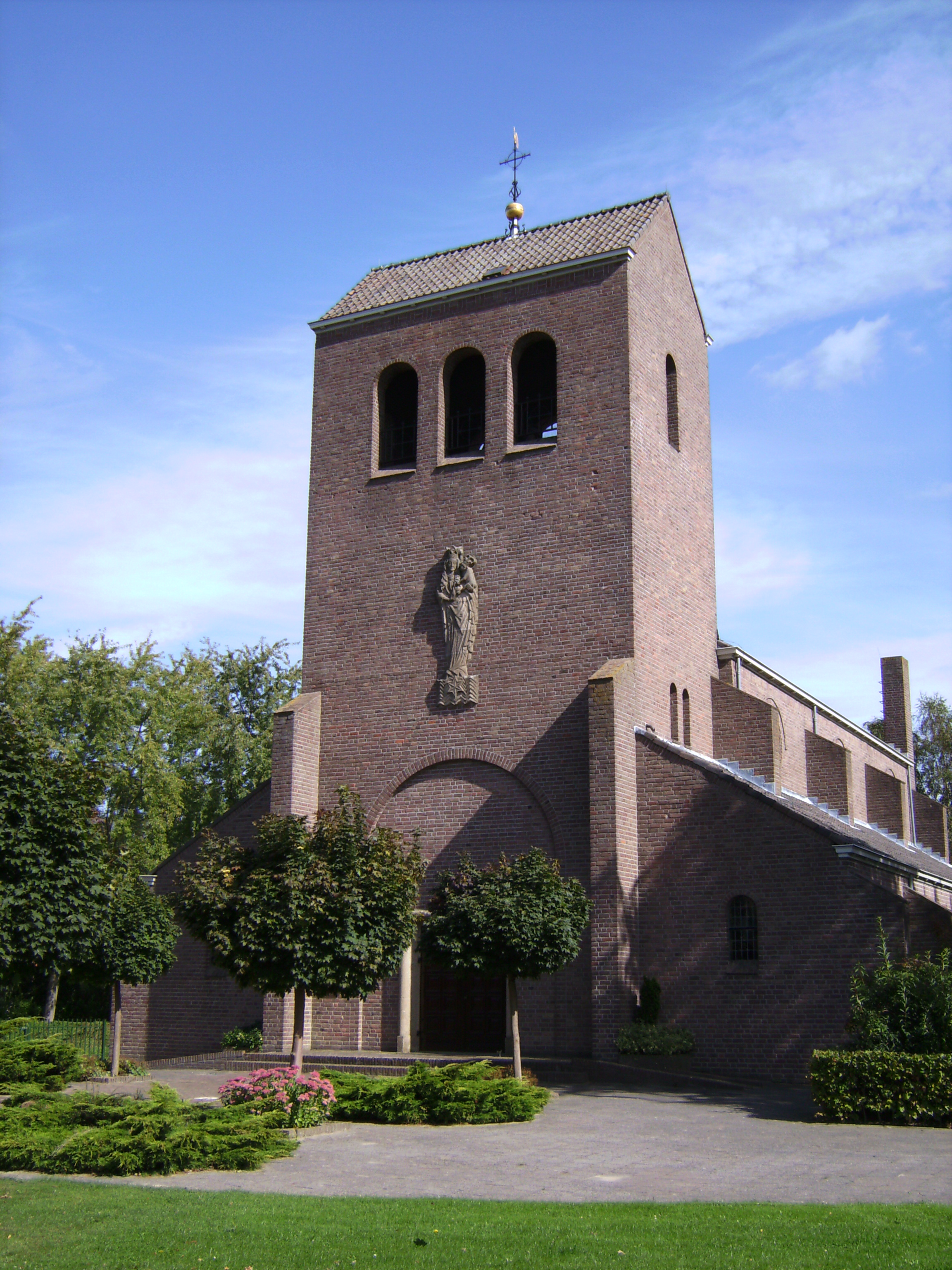
Maria Sterre der Zee (1955-1956), Marknesse

- Biografisch Portaal: 80162342
- RKD-Nederlands Instituut voor Kunstgeschiedenis: 125349